# 黄尾屿
25°55′24″N 123°40′51″E / 25.92333°N 123.68083°E
黃尾嶼又被稱作黃麻嶼、黃毛山、黃毛嶼或者是黃嶼，在日本則稱呼為久場島（日语： Kuba-shima），是一座位於臺灣東北方島鏈釣魚臺列嶼東側的荒島。黃尾嶼在一些古代文獻亦被稱為「黄尾山」、「黃尾島」以及「烏港」，並且於明清時期被視為琉球冊封使的航路指標島嶼之一；而在琉球國第二尚氏當時的文獻資料中也以「黃尾嶼」記載之，而由於島嶼上棲息著大量鳥隻使得該島又被稱作「鳥島」。而日語之中所使用的漢字「久場」一詞，則是將琉球語首里－那霸中央方言中原本指蒲葵的借用而成，而沖繩地區便常以來指稱外觀像蒲葵的黃尾嶼。此外八重山群島地區則由於島嶼土壤呈現黃色緣故，因此常另外以「黃色之島」（チールージマ）形容之。

## 歷史
1895年1月14日，日本政府以無主地先佔原則宣布正式將釣魚臺以及周遭的島嶼納入沖繩縣管理範圍，而這也包括作為釣魚臺列嶼之一的南小島。同年4月17日，於甲午戰爭中戰敗的大清帝國和大日本帝國簽訂《馬關條約》，清朝割讓福建臺灣省含其附屬島嶼給與日本，中國政府主張釣魚台列嶼包含在該條約中被割讓的附屬島嶼。
1896年時古賀辰四郎向日本政府免費租借釣魚臺、黃尾嶼、北小島和南小島，並且雙方同意在租借30年後改以付費的方式繼續出借土地。不過到了1932年5月20日，古賀辰四郎的兒子古賀善次便向日本政府提議購買釣魚臺和黃尾嶼，同一年還付費買下了包括北小島和南小島等土地。
1945年第二次世界大戰正式宣告結束後，美國於1946年2月2日開始對北緯30度以下的日本領土實施軍事統治。而在1952年4月28日《舊金山和約》正式生效以後，黃尾嶼則改歸琉球政府進行管理。而在1970年7月時，琉球政府開始於釣魚臺、黃尾嶼、赤尾嶼、北小島和南小島等釣魚臺列嶼的島嶼上架設禁止非法登陸的警告牌。1972年5月15日時，美國決定連同琉球群島以及釣魚臺列嶼都歸還給日本政府進行管理。與此同時，美國政府和日本政府也同意將黃尾嶼和赤尾嶼列為駐日美軍的轟炸練習處。
然而在美國決定將釣魚臺列嶼歸還給日本並且讓後者展開實際統治後，中華人民共和國與中華民國立即主張包含黃尾嶼在內的島嶼皆為中國固有領土；其中儘管日本政府多次表示釣魚臺列嶼並不存在有主權爭議等問題，然而中華人民共和國以及中華民國則認為日本必須歸還因為《馬關條約》而被割讓的釣魚臺列嶼。到了2012年9月11日，日本行政機關向其所認定的釣魚臺、南小島以及北小島的民間所有人栗原家族以20億5千萬日圓的價錢收購土地，這也意味著日本政府將釣魚臺等島嶼的地位國有化。不過在這次事件之中日本政府並未向栗原一家購買黃尾嶼等島嶼，而這項將爭議性的領土「國有化」舉動亦引起中國大陸和臺灣對於釣魚臺議題的嚴重反彈。

## 地理

### 地質結構
黄尾嶼是1座位於中國大陸大陸棚東部邊缘臺灣-宍道褶曲帶的第四紀小規模玄武岩質火山島，其大地座標系位置位於25°55′N 123°40′E / 25.917°N 123.667°E。就相對位置來看黃尾嶼則是處於釣魚台列嶼北方處，並且距離作為主要島嶼的釣魚臺約28公里。整座島嶼面積約為0.9091平方公里，島上最高峰黃毛峰其海拔高度爲117公尺，其他還有高達105公尺的信天山。日本將黃尾嶼和其附近的3個小島礁視為自身專屬經濟區邊界的參考點之一，在2012年3月2日時日本則將這些島礁分別命名為北西小島、北小島和北東小島。不過對於日本將黄尾嶼視為其實際統治領土的主張，中華人民共和國與中華民國則多次表示自身才擁有領土的統治權。其中中華人民共和國在之後公布的釣魚臺附近領海基線中，亦將黃尾嶼周邊的海豚岛、下虎牙岛、海星岛與海龟岛列入領海基點。

### 生態環境
日本企業家古賀辰四郎過去曾於黄尾嶼西南地區興建柴魚片工廠以及鳥羽加工廠，然而隨著太平洋戰爭爆發以及工廠結束營運後島嶼也成為一座荒島。而在1972年5月15日到1978年6月為止，黃尾嶼和赤尾嶼則一直被美軍作為轟炸練習基地使用之。今日黃尾嶼島上棲息著大量的短尾信天翁，並且有報告指出亦有信天翁開始於此結巢繁殖。此外在島嶼周遭還有包括黄尾嶼龍蝦在內的豐富海產，另外島嶼上還有棲息著作為特有種之的黄尾嶼蜈蚣。

## 外部連結
- （繁體中文） 釣魚臺列嶼簡介
- （日語） http://watchizu.gsi.go.jp/watchizu.html?b=255525&l=1234055 （页面存档备份，存于）
- （日語） http://w3land.mlit.go.jp/cgi-bin/WebGIS2/WC_AirPhoto.cgi?IT=p&DT=n&PFN=COK-78-1&PCN=C3&IDX=2&PNO=1,2,3,4[ ] （页面存档备份，存于）